# Odoiporosaurus
 (septembre 2018).
Si vous disposez d'ouvrages ou d'articles de référence ou si vous connaissez des sites web de qualité traitant du thème abordé ici, merci de compléter l'article en donnant les références utiles à sa vérifiabilité et en les liant à la section « Notes et références ».
Odoiporosaurus teruzzii
Genre
Espèce
Odoiporosaurus est un genre éteint de sauroptérygiens de la famille des pachypleurosauridés, connu dans la formation géologique de Besano (Grenzbitumenzone) du Trias moyen (Anisien) dans le Nord de l'Italie. Il n'est représenté que par son espèce type, Odoiporosaurus teruzzii.
Odoiporosaurus est le taxon frère du groupe qu'il forme avec Serpianosaurus et Neusticosaurus. 
Ensemble avec le clade de Dactylosaurus plus Anarosaurus, plus ancien et plus primitif, ils forment le groupe monophylétique des pachypleurosauridés européens.

## Classification
Le nom valide complet (avec auteur) de ce taxon est Odoiporosaurus Renesto (d), Binelli (d) & Hagdorn (d), 2014.

## Publication originale
- (en) Silvio Claudio Renesto, Giorgio Binelli et Hans Hagdorn, « A new pachypleurosaur from the Middle Triassic Besano Formation of Northern Italy », Neues Jahrbuch für Geologie und Paläontologie - Abhandlungen, Allemagne, vol. 271, no 2,‎ 1er février 2014, p. 151-168.